# Château de Bagatelle (Saint-Martin-des-Champs)
Pour les articles homonymes, voir Château de Bagatelle.
Le château de Bagatelle est situé sur la commune de Saint-Martin-des-Champs, dans le département du Finistère en France.

## Historique
À l'origine, c'était sans doute un rendez-vous de chasse des Princes du Léon. 
Le manoir de style Louis XV, s'appela d'abord « manoir de Carman » et fut édifié par Thomas-Charles de Morant (né en 1727 à Saint-Brieuc, décédé le 13 octobre 1763 au château de Bréquigny près de Rennes), marquis de Morant, comte de Penzez (Penzé), baron de Fontenay, châtelain de Bréquigny ; mais la première trace écrite concernant le château dont on dispose remonte à 1754 (le château est alors propriété de Pierre de Jollivet, seigneur des Isles).
La partie centrale du château présente un corps saillant de forme octogonale. Deux pavillons rectangulaires flanquent le bâtiment aux extrémités. Les fenêtres de la façade ainsi que les boiseries intérieures sont caractéristiques de l'époque Louis XV. Un jardin à la française, construit selon les plans de Le Nôtre, se trouve devant sa façade ouest. 
Une chapelle dédiée à sainte Anne fut construite en 1772, en granit provenant de l'Île Callot. 
La propriété devint ensuite la propriété de Michel Behic.
Ce château fut acheté en 1866 par Edmond Puyo, négociant, maire de Morlaix entre 1866 et 1871, et président de la Société archéologique locale, puis de son fils Constant Puyo, photographe connu. 
Le monument fait l’objet d’une inscription au titre des monuments historiques depuis le 20 septembre 1946.